# Pilar Laguna
Pilar Laguna (nacida Pilar Calabuig Laguna), (Zamora, 27 de noviembre de 1935-Madrid, 5 de noviembre de 2011) fue una actriz española que participó en alrededor de una treintena de títulos, entre películas, series de televisión y teatro televisado durante las décadas de 1950 y 1990, siempre en papeles secundarios y de reparto.
Su faceta teatral también fue prolífica, con solo 17 años, estrenó con el Teatro Español Universitario la comedia Tres sombreros de copa de Miguel Mihura, a las órdenes de Gustavo Pérez Puig, y utilizando todavía su primer apellido "Calabuig" para la cartelera. Después siguió trabajando a las órdenes de directores como José Luis Alonso, Cayetano Luca de Tena, Modesto Higueras, Fernando Fernán Gómez o Edgar Neville, entre otros.
Entre las obras teatrales en las que formó parte del elenco, caben destacar Lo invisible (1954); La torre sobre el gallinero (1954); El caso del señor vestido de violeta (1954), Un sombrero lleno de lluvia (1960); Los derechos de la mujer (Con la que se inauguró el teatro Club en 1962); La extraña noche de bodas (1963); Asesinato en la vicaría (1964) o Una doncella francesa (1970). En 1989 se subió al escenario del Teatro Reina Victoria, para estrenar Todas hijas de su madre. 

## Filmografía
- Encantada de la vida (1994)  (Serie de TV - 1 episodio)
- Los ladrones van a la oficina (1993) (Serie de TV - 1 episodio)
- Crónicas urbanas (1992) (Serie de TV - 1 episodio)
- La huella del crimen (1991) (Miniserie de TV - 1 episodio)
- La comedia (1984) (Serie de TV - 1 episodio)
- Estudio 1 (1966–1980) (Serie de TV - 7 episodios)
- Teatro breve (1980) (Serie de TV - 1 episodio)
- Visto para sentencia (1971) (Serie de TV - 1 episodio)
- La risa española (1969)  (Serie de TV - 1 episodio)
- No somos de piedra (1968)
- Una bruja sin escoba (1967)
- Algunas lecciones de amor (1966)
- Historias para no dormir (Serie de TV - 3 episodios)
- Teatro para todos (1965) (Serie de TV - 1 episodio)
- Julieta engaña a Romeo (1965)
- Primera fila (1964) (Serie de TV - 1 episodio)
- Novela (1963) (Serie de TV - 3 episodio)
- Día a día  (1963) (Serie de TV - 1 episodio)
- La becerrada (1963)
- El grano de mostaza (1962)
- Madame Sans-Gene (1961)
- Fantasmas en la casa (1961)
- Pasa la tuna (1960)
- La guerra empieza en Cuba (1957)
- Educando a papá (1955)
- Felices Pascuas (1954)